# Баховица
Баховица (болг. Баховица) — село в Болгарии. Находится в Ловечской области, входит в общину Ловеч. Население составляет 1046 человек.

## Политическая ситуация
В местном кметстве Баховица, в состав которого входит Баховица, должность кмета (старосты) исполняет Петыр Генов Петров (Болгарская социалистическая партия (БСП)) по результатам выборов.
Кмет (мэр) общины Ловеч — Минчо Стойков Казанджиев (Болгарская социалистическая партия (БСП)) по результатам выборов.